# Rodrigo Pollero
Rodrigo Pollero (* 14. September 1996 in San José de Mayo) ist ein uruguayischer Fußballspieler.

## Karriere
Pollero begann seine Laufbahn in seinem Heimatland bei Peñarol Montevideo. 2016 wurde er an den Zweitligisten Cerro Largo FC ausgeliehen, bei dem er im September 2016 sein Profidebüt gab. Nach zwei Spielen in der zweithöchsten uruguayischen Spielklasse, wobei er ein Tor erzielte, folgte 2017 eine Leihe zum Erstligisten Institución Atlética Sud América. Er avancierte zum Stammspieler und kam bis Saisonende zu 24 Partien in der Primera División, in denen er viermal traf. In den anschließenden Play-offs gegen den Abstieg absolvierte er alle drei Spiele und schoss ein Tor. Sud América stieg schlussendlich in die Segunda División ab. Daraufhin schloss Pollero sich 2018 auf Leihbasis dem argentinischen Erstligisten Arsenal de Sarandí an. Bis zum Ende der Saison absolvierte er drei Spiele in der erstklassigen Primera División.
Nach etwa drei Monaten ohne Verein wechselte er im Januar 2019 in die Schweiz zum Zweitligisten FC Chiasso. Am 2. Februar desselben Jahres, dem 19. Spieltag, debütierte er beim 2:0 gegen den FC Schaffhausen in der zweitklassigen Challenge League, als er in der Startelf stand. Bis Saisonende bestritt er elf Spiele in der zweithöchsten Schweizer Spielklasse, wobei er zwei Tore erzielte. 2019/20 absolvierte er 17 Partien für die Südtessiner in der Challenge League, in denen er fünfmal traf. Zudem kam er einmal im Schweizer Cup zum Einsatz (ein Tor), als Chiasso in der 1. Runde gegen den Viertligisten FC Bulle ausschied. Zur Saison 2020/21 schloss er sich dem Ligakonkurrenten FC Schaffhausen an. Bis zum Ende der Spielzeit spielte er 32-mal in der Challenge League, wobei er 19-mal traf. Damit wurde er alleiniger Torschützenkönig der zweiten Schweizer Liga in dieser Saison. Im Schweizer Cup wurde er einmal eingesetzt; Schaffhausen verlor in der 2. Runde gegen den FC Lugano.
Zur Saison 2021/22 wechselte er auf Leihbasis zum FC Zürich in die erstklassige Super League. Die Leihe sollte bis zum Sommer 2022 laufen, der FCZ besaß zudem eine Kaufoption. Doch schon in der Winterpause wurde der Vertrag wieder aufgelöst und Pollero wurde bis zum Saisonende an den Ligarivalen FC Lausanne-Sport mit anschließender Laufoption  verliehen. Dort kam er auf 15 von 18 möglichen Ligaspielen, in denen er ein Tor schoss, sowie ein Pokalspiel.
Ende Juni 2022 wechselte er zum AC Bellinzona, der zur Saison 2022/23 in die Challenge League aufgestiegen war. In der ersten Saison bestritt er 31 von 36 möglichen Ligaspielen für Bellinzona, bei denen er sechs Tore schoss, sowie zwei Pokalspiele.

## Auszeichnungen
- Torschützenkönig der Challenge League 2020/21 mit 19 Treffern